# ديفيد دين (مدير فني)
ديفيد دين (بالإنجليزية: David Dean)‏ هو مدير فني أمريكي، ولد في 3 فبراير 1964 في ديكاتور في الولايات المتحدة.